# Герой Труда Краснодарского края
Меда́ль «Геро́й труда́ Краснода́рского кра́я» (ранее «Герой труда Кубани») — высшая награда Краснодарского края, учреждённая Постановлением главы администрации Краснодарского края от 23 июля 2002 года № 803. В соответствии с постановлением главы администрации (губернатора) Краснодарского края от 12.08.2021 № 481 наименование награды изменено — «Герой труда Краснодарского края».

## Правила награждения
Согласно Положению о награде, к награждению медалью «Герой труда Краснодарского края» представляются лица, имеющие общий трудовой стаж не менее 25 лет, проработавшие в организациях различных форм собственности в Краснодарском крае не менее 20 лет, в трудовом коллективе по последнему месту работы — не менее 10 лет и награжденные медалями «За выдающийся вклад в развитие Краснодарского края» III, II и I степеней. Награждение Медалью возможно не ранее чем через 5 лет после награждения медалью «За выдающийся вклад в развитие Краснодарского края» I степени.
В исключительных случаях по решению главы администрации (губернатора) Краснодарского края за особо выдающуюся новаторскую деятельность, внесение значительного личного вклада в повышение эффективности производства, содействие подъему экономики, науки, культуры, иные заслуги в развитии Краснодарского края награждение может быть произведено без учета требований пункта 2 Положения о награде.
Ходатайство о награждении Медалью могут подавать первый заместитель (заместители) главы администрации (губернатора) Краснодарского края, руководители (заместители руководителей) органов исполнительной власти Краснодарского края и структурных подразделений администрации Краснодарского края, федеральных органов исполнительной власти, территориальных органов федеральных органов исполнительной власти, иных государственных органов, органов местного самоуправления муниципальных образований Краснодарского края, организаций независимо от форм собственности.
Повторное награждение медалью не производится. Лишение медали «Герой труда Краснодарского края» может быть произведено по постановлению главы администрации (губернатора) Краснодарского края или по приговору суда. Глава администрации Краснодарского края отменяет постановление о награждении, если выясняется недостоверность или необоснованность представления к награждению медалью. Медалью не могут быть награждены лица, которые имеют неснятую или непогашенную судимость.
Вручение Медали производится главой администрации (губернатором) Краснодарского края либо, по его поручению, заместителями главы администрации (губернатора) Краснодарского края в торжественной обстановке, как правило, в День России 12 июня и в понедельник, следующий после Дня образования Краснодарского края.
Дубликат утерянной Медали не выдается. В случае утраты удостоверения к Медали в результате стихийного бедствия либо при других обстоятельствах, когда не было возможности предотвратить утрату, по заявлению награжденного с описанием причин утраты и ходатайству главы муниципального образования, в котором проживает награжденный, выдается дубликат удостоверения.

## Правила ношения
Медаль носится на левой стороне груди и располагается ниже государственных наград Российской Федерации.

## Описание медали
Медаль «Герой труда Краснодарского края» состоит из основания и колодки.
Основание изготавливается из золота 585 пробы и представляет собой рельефную пятиконечную десятигранную звезду (2,8 мм в разрезе). На лицевой стороне медали в центре звезды изображен рельефный герб Краснодарского края, помещенный на гладкой поверхности среза. Длина одной стороны луча по внешнему контуру 11 мм, по внутреннему — 6,8 мм. Оборотная сторона медали гладкая с надписью в четыре строки в центре «Герой / труда / Краснодарского / края», ниже расположена надпись «N ____» (для нанесения индивидуального номера медали), на нижнем левом луче звезды ставится проба. Все надписи и изображения выпуклые. При помощи ушка и кольца медаль соединяется с прямоугольной металлической позолоченной колодкой, представляющей собой прямоугольную пластинку высотой 14 мм и шириной 22 мм, имеющую по бокам выемку. Вдоль основания колодки идут прорези, внутренняя ее часть покрыта шелковой муаровой лентой, на которой расположены в виде вертикальных полос цвета флага Краснодарского края (синий, малиновый, зеленый), шириной 20 мм. Ширина двух крайних полос равна ширине средней (малиновой) полосы. Колодка имеет на оборотной стороне булавку для прикрепления медали к одежде.

## Награждения
К 2007 году число награждённых медалью достигло 84 человека, среди них: государственный деятель Николай Кондратенко; ректоры — Кубанского ГАУ Иван Трубилин, Кубанского государственного технологического университета Анатолий Петрик, Кубанского государственного университета Владимир Бабешко; начальник ГБОУ «Кубанский казачий кадетский корпус» имени атамана Бабыча Александр Беляев; хирурги Владимир Порханов и Владимир Оноприев; олимпийские чемпионы Алексей Воевода, Александр Москаленко, Людмила Брагина, Андрей Лавров, Ирина Караваева; деятели культуры и искусства Леонард Гатов, Юрий Григорович, Вероника Журавлёва-Пономаренко, Виктор Лихоносов, Иван Варавва, Семен Хохлов; оперная певица Анна Нетребко; председатель наблюдательного совета банка «Кубань Кредит» Виктор Бударин; председатель совета директоров АО «Армавирский хлебопродукт» и АО «Домостроитель» Георгий Кандинер и другие.
Российский управленец Виктор Колодяжный, композитор Виктор Захарченко и государственный деятель Владимир Бекетов были награждены медалью дважды.
По состоянию на 2021 год известно о 215 фактах награждения данной медалью.